# Cinco de Febrero, Casas
Cinco de Febrero är en ort i Mexiko.   Den ligger i kommunen Casas och delstaten Tamaulipas, i den centrala delen av landet, 500 km norr om huvudstaden Mexico City. Cinco de Febrero ligger 172 meter över havet och antalet invånare är 157.
Terrängen runt Cinco de Febrero är platt, och sluttar norrut.  Trakten runt Cinco de Febrero är nära nog obefolkad, med mindre än två invånare per kvadratkilometer. Närmaste större samhälle är Casas, 18,8 km norr om Cinco de Febrero. Trakten runt Cinco de Febrero består till största delen av jordbruksmark.